# 伊東祐国
伊東 祐国（いとう すけくに）は、室町時代の武将。日向伊東氏7代（伊東氏12代）当主。
父・伊東祐堯に従って各地を転戦した。文明12年（1480年）、佐土原を知行する。同年、折生迫で島津氏との合戦となり、日高周防介の軍勢に大勝した。
文明16年（1484年）、父・祐堯が島津氏の内紛に介入。島津当主島津忠昌の方針に反発し、豊後国の大友氏や父に助力を請い新納忠続の守る飫肥城を攻撃し忠昌に叛旗を翻した島津久逸を援助するべく父と共に飫肥城を攻撃したが、翌文明17年（1485年）に祐堯が出陣中に清武城で死去、祐国が家督を継承する。
同年、弟・祐邑と共に新納忠続の守る飫肥城に再び侵攻した。その時に率いた軍勢は、「都於郡、佐土原、宮崎、木脇、八代、三納、穂北、富田、財部、高城、塩見、日知屋、門川、山陰、田代、神門、入下、宇納間、水清谷、銀鏡、小河、雄八重、中ノ俣、鵜戸、曾井、加江田」の兵だったとされる（これは現在の宮崎市・西都市・国富町・高鍋町・日向市・美郷町・西米良村などに相当する地域である。）。
祐国・祐邑は国見峠を越えてたちまち飫肥城を包囲し島津方の援軍・島津伯耆守を討ち取ったが、飫肥城の守りは堅く、自ら軍勢を率いて出陣して来た島津忠昌と楠原で交戦するも、祐国は乱戦の最中に戦死を遂げた。享年35。